# Chris Van Hollen
Christopher J. Van Hollen Jr. (1959. január 10. –) amerikai politikus, Maryland szenátora 2017 óta. 2003 és 2017 között az Egyesült Államok Képviselőházának tagja volt, Maryland 8. választókerületéből. A Demokrata Párt tagja.
2006-ban Nancy Pelosi létrehozta a Képviselőház elnökének asszisztense pozíciót, hogy Van Hollen ott lehessen az összes vezetőségi megbeszélésen. 2016-ban indult szenátori pozícióra. A demokrata előválasztáson legyőzte Donna Edwardsot, majd a választáson megszerezte a szavazatok 60%-át. 
Politikáját tekintve, Van Hollen támogatja az abortusz legalizálását. 2020-ban felszólalt az izraeli tervek ellen, hogy annektálják Ciszjordániát.

## Választási eredmények
| Párt             | Jelölt                      | Szavazatok | %      |
| ---------------- | --------------------------- | ---------- | ------ |
|                  | Chris Van Hollen            | 112,788    | 51.74  |
|                  | Connie Morella (hivatalban) | 103,587    | 47.52  |
| További jelöltek | További jelöltek            | 1,599      | 0.73   |
| Összesen         | Összesen                    | 217,974    | 100.00 |

| Párt             | Jelölt                        | Szavazatok | %      |
| ---------------- | ----------------------------- | ---------- | ------ |
|                  | Chris Van Hollen (hivatalban) | 215,129    | 74.91  |
|                  | Chuck Floyd                   | 71,989     | 25.07  |
| További jelöltek | További jelöltek              | 79         | 0.03   |
| Összesen         | Összesen                      | 287,197    | 100.00 |

| Párt             | Jelölt                        | Szavazatok | %      |
| ---------------- | ----------------------------- | ---------- | ------ |
|                  | Chris Van Hollen (hivatalban) | 168,872    | 76.52  |
|                  | Jeffrey M. Stein              | 48,324     | 21.90  |
|                  | Gerard P. Giblin              | 3,298      | 1.49   |
| További jelöltek | További jelöltek              | 191        | 0.09   |
| Összesen         | Összesen                      | 220,685    | 100.00 |

| Párt             | Jelölt                        | Szavazatok | %      |
| ---------------- | ----------------------------- | ---------- | ------ |
|                  | Chris Van Hollen (hivatalban) | 229,740    | 75.08  |
|                  | Steve Hudson                  | 66,351     | 21.68  |
|                  | Gordon Clark                  | 6,828      | 2.23   |
|                  | Ian Thomas                    | 2,562      | 0.84   |
| További jelöltek | További jelöltek              | 533        | 0.17   |
| Összesen         | Összesen                      | 306,014    | 100.00 |

| Párt             | Jelölt                        | Szavazatok | %      |
| ---------------- | ----------------------------- | ---------- | ------ |
|                  | Chris Van Hollen (hivatalban) | 153,613    | 73.27  |
|                  | Michael Lee Philips           | 52,421     | 25.00  |
|                  | Mark Grannis                  | 2,713      | 1.29   |
|                  | Fred Nordhorn                 | 696        | 0.33   |
| További jelöltek | További jelöltek              | 224        | 0.11   |
| Összesen         | Összesen                      | 209,667    | 100.00 |

| Párt             | Jelölt                        | Szavazatok | %     |
| ---------------- | ----------------------------- | ---------- | ----- |
|                  | Chris Van Hollen (hivatalban) | 217,531    | 63.37 |
|                  | Kenneth R. Timmerman          | 113,033    | 32.93 |
|                  | Mark Grannis                  | 7,235      | 2.11  |
|                  | George Gluck                  | 5,064      | 1.48  |
| További jelöltek | További jelöltek              | 393        | 0.11  |
| Összesen         | Összesen                      | 343,256    | 100   |

| Párt             | Jelölt                        | Szavazatok | %      |
| ---------------- | ----------------------------- | ---------- | ------ |
|                  | Chris Van Hollen (hivatalban) | 136,722    | 60.74  |
|                  | Dave Wallace                  | 87,859     | 39.03  |
| További jelöltek | További jelöltek              | 516        | 0.23   |
| Összesen         | Összesen                      | 225,097    | 100.00 |

| Párt     | Jelölt              | Szavazatok | %       |
| -------- | ------------------- | ---------- | ------- |
|          | Chris Van Hollen    | 470,320    | 53.2%   |
|          | Donna Edwards       | 343,620    | 38.9%   |
|          | Freddie Dickson     | 14,856     | 1.7%    |
|          | Theresa Scaldaferri | 13,178     | 1.5%    |
|          | Violet Staley       | 10,244     | 1.2%    |
|          | Lih Young           | 8,561      | 1.0%    |
|          | Charles Smith       | 7,912      | 0.9%    |
|          | Ralph Jaffe         | 7,161      | 0.8%    |
|          | Blaine Taylor       | 5,932      | 0.7%    |
|          | Ed Tinus            | 2,560      | 0.3%    |
| Összesen | Összesen            | 884,344    | 100.00% |

| Párt             | Jelölt           | Szavazatok | %      |
| ---------------- | ---------------- | ---------- | ------ |
|                  | Chris Van Hollen | 1,659,907  | 60.89% |
|                  | Kathy Szeliga    | 972,557    | 35.67% |
|                  | Margaret Flowers | 89,970     | 3.30%  |
| További jelöltek | További jelöltek | 3,736      | 0.14%  |
| Összesen         | Összesen         | 2,726,170  | 100.0% |